# Ардеш
 Тази статия е за реката във Франция.  За департамента вижте Ардеш (департамент).  
Ардеш (на френски: Ardèche) е река в Южна Франция с дължина 120 km. Тя извира от Централния масив, тече на югоизток и се влива в река Рона.